# Här stannar jag kvar (album)
Här stannar jag kvar è l'album di debutto della cantante svedese Sandra Dahlberg, pubblicato il 2 giugno 2004 su etichetta discografica Mariann Grammofon.
L'album è uscito pochi mesi dopo la partecipazione di Sandra alla terza edizione del talent show Fame Factory ed è stato anticipato da due singoli. Il primo, Kom hem hel igen, ha raggiunto la vetta dei singoli più venduti in Svezia, mentre il secondo singolo eponimo si è fermato all'ottavo posto. Con questo Sandra ha partecipato a Melodifestivalen, la selezione nazionale svedese per l'Eurovision Song Contest, piazzandosi ottava nella finale.
Här stannar jag kvar ha raggiunto il diciassettesimo posto nella classifica degli album svedese, rimanendo nella top 60 per 7 settimane.

## Tracce
CD e download digitale
1. Jag är här – 3:26
2. Under vinterns fäll – 3:49
3. Här stannar jag kvar – 2:57
4. Gå utan sömn – 3:31
5. Stanna kvar hos mig (con Stefan Andersson) – 3:31
6. Kom hem hel igen – 3:22
7. Mannen med fiolen – 3:01
8. Dig ska jag älska – 3:35
9. Förrän elden – 3:14
10. Kärleken återvänder – 3:13
11. Gå din väg – 3:26
12. I riddarens famn – 4:16
13. Vackraste av änglar – 3:54
14. Hårgalåten – 2:54

## Classifiche
| Classifica (2004) | Posizione massima |
| ----------------- | ----------------- |
| Svezia            | 17                |